# Informationstechnikbataillon 282
Das Informationstechnikbataillon 282 (ITBtl 282) in Kastellaun ist eine Dienststelle des Cyber- und Informationsraums und untersteht dem Kommando Informationstechnik-Services der Bundeswehr. Es betreibt mit seinen Soldaten die Informations- und Kommunikationssysteme der Bundeswehr im Einsatz.

## Auftrag
Das Informationstechnikbataillon 282 leistet einen substanziellen Beitrag in den Auslandseinsätzen weltweit, indem es Personal dauerhaft abstellt und durch die Bereitstellung von Informations- und Kommunikationstechnik die Führungsfähigkeit der deutschen und alliierten Truppen gewährleistet. Hierzu findet dauerhaft Ausbildungsbetrieb statt. Des Weiteren findet in Kastellaun die Grundausbildung für verschiedene Dienststellen der Streitkräftebasis statt. Neben den Kernaufträgen ist das Informationstechnikbataillon 282 in die territorialen Aufgaben des Landeskommandos Rheinland-Pfalz eingebunden und dadurch befähigt, die zivilen Rettungskräfte bei Katastrophen und Unglücksfällen zu unterstützen.

## Geschichte
Die Vorgeschichte beginnt bereits 1958 mit der Aufstellung der 2. und 5. Kompanie des Fernmeldebataillon 770 in Wuppertal. Das eigentliche Bataillon wurde am 1. April 1964 in Kastellaun aufgestellt, gleichzeitig wird es in der Kommandostruktur dem Fernmelderegiment 751 in Rheinbach unterstellt.
Am 1. Oktober 1967 wird die Einheit in „schweres Fernmeldebataillon 761“ umbenannt, die Ausbildungskompanie wird zur „Fernmeldeausbildungskompanie 790“. Vier Jahre später, am 1. Oktober 1971, erfolgt eine weitere Umbenennung in „schweres Fernmeldebetriebsbataillon 920“. Auch die Ausbildungskompanie wird erneut umbenannt: „Fernmeldeausbildungskompanie 961“.
1979 erfolgt im Rahmen der Heeresstruktur 4 eine weite Umbenennung in „Fernmeldebataillon 920“ und „Fernmeldeausbildungskompanie 921“, die Draht-/Richtfunkkompanie wird außer Dienst gestellt. Dem Bataillon wird am 30. November 1983 der „General-Fellgiebel-Preis“ verliehen.
Ab dem 10. September 1990 beginnt der „Fm-Einsatz OST“, die Überleitstelle, in der täglich 400 bis 500 Fernschreiben abgearbeitet werden, nimmt ihren Betrieb auf. Der „General-Fellgiebel-Preis“ wird dem Bataillon am 28. März 1991 erneut verliehen.
Am 1. Januar 1992 erhält das Bataillon die ersten Inmarsat-Anlagen vom Typ A (SATCOM A). Der Einsatz des Bataillons in Somalia im Rahmen der UNOSOM II beginnt am 30. April 1993.
Ab dem 17. Januar 1994 verlegen Teile des Fernmeldeversorgungszugs 900 aus Rheinbach nach Kastellaun und werden dem Fernmeldebataillon 920 unterstellt. Einen Monat später, am 27. Februar 1994, werden die 3. und 6. Kompanie aus Teilen des aufzulösenden Fernmeldebataillons 910 gebildet.
Mit der Heeresstruktur 5 erfolgt am 18. März 1995 die Umgliederung zum „Fernmelderegiment 920“. Die 5. Kompanie wird mit der Durchführung der Allgemeinen Grundausbildung beauftragt. Im Juni 1995 verlegen Soldaten der Einheit im Rahmen der UNPROFOR nach Kroatien.
Am 30. August 1995 wird der 7. Kompanie der „General-Fellgiebel-Preis“ verliehen.
Im Rahmen der IFOR verlegen weitere Teile des Regiments am 20. Dezember 1995 nach Kroatien.
Am 1. September 1997 wird die 3. Kompanie außer Dienst gestellt, da der „Regierungsbunker“ aufgegeben wurde.
Am 1. Mai 1998 wird die 5. Kompanie außer Dienst gestellt und ab dem 26. Oktober 1998 übernimmt das 2./ Führungsunterstützungsregiment 40 die Aufgabe der Grundausbildung am Standort Kastellaun.
Die Umbenennung in „Fernmeldebataillon 282“ erfolgt am 21. Juni 2002. Im selben Jahr helfen die Soldaten der Einheit beim Hochwassereinsatz an der Elbe und der Oder.
Am 16. November 2004 wird die Bodenstation für die Satellitenkommunikation in Dienst gestellt und am 1. Oktober 2005 erfolgt durch den Wechsel der Unterstellung vom Heer zur Streitkräftebasis die Umbenennung in Führungsunterstützungsbataillon 282 (FüUstgBtl 282).
Beim Anschlag von Taloqan am 28. Mai 2011 fällt der Kompaniechef der 1. Kompanie, Major Thomas Tholi.
Die 6. und 7. Kompanie werden am 31. Mai 2017 außer Dienst gestellt. Den Auftrag zur Durchführung der Grundausbildung wird durch die 1. Kompanie übernommen.
Mit dem Unterstellungswechsel von der SKB, in den 2017 neu aufgestellten militärischen Organisationsbereich Cyber- und Informationsraum, wurde die Einheit abermals umbenannt. Seit 1. Juli 2017 ist sie das Informationstechnikbataillon 282.
Zum 1. März 2021 wurde die 5. Kompanie in eine NRF-Kompanie umgegliedert.

## Kommandeure
| Nr. | Dienstgrad     | Name                      | Beginn der Amtszeit | Ende der Amtszeit  |
| --- | -------------- | ------------------------- | ------------------- | ------------------ |
| 21  | Oberstleutnant | Alexander Pfeilschifter   | 27. September 2023  |                    |
| 20  | Oberstleutnant | Anthony James Buford      | 29. September 2020  | 27. September 2023 |
| 19  | Oberstleutnant | Michael Geef              | 15. August 2017     | 29. September 2020 |
| 18  | Oberstleutnant | Michael Mensching         | 4. September 2014   | 15. August 2017    |
| 17  | Oberstleutnant | Sven Voigtmann            | 31. August 2011     | 4. September 2014  |
| 16  | Oberstleutnant | Axel Weber                | 16. April 2010      | 31. August 2011    |
| 15  | Oberstleutnant | Dr. Frank-Bruno Utzerarth | 7. März 2008        | 16. April 2010     |
| 14  | Oberstleutnant | Hans-Jürgen Peelen        | 17. Dezember 2005   | 7. März 2008       |
| 13  | Oberstleutnant | Wagner                    | 17. Dezember 2002   | 17. Dezember 2005  |
| 12  | Oberstleutnant | Hanika                    | 30. März 2001       | 17. Dezember 2002  |
| 11  | Oberstleutnant | Krumholz                  | 31. Oktober 1997    | 30. März 2001      |
| 10  | Oberstleutnant | Berken                    | 17. Dezember 1994   | 31. Oktober 1997   |
| 9   | Oberstleutnant | Seifermann                | 23. April 1991      | 17. Dezember 1994  |
| 8   | Oberstleutnant | Schlieder                 | 10. August 1987     | 23. April 1991     |
| 7   | Oberstleutnant | Noffke                    | 4. Oktober 1982     | 10. August 1987    |
| 6   | Oberstleutnant | Schnell                   | September 1979      | 4. Oktober 1982    |
| 5   | Oberstleutnant | Rhode                     | 21. September 1977  | September 1979     |
| 4   | Oberstleutnant | Schwarzburg               | 3. Mai 1974         | 21. September 1977 |
| 3   | Oberstleutnant | Schmitt                   | 5. April 1971       | 3. Mai 1974        |
| 2   | Oberstleutnant | Fraude                    | 30. August 1968     | 5. April 1971      |
| 1   | Oberstleutnant | Lehmann                   | 1. April 1964       | 30. August 1968    |